# Dustin Poirier
Dustin Glenn Poirier (ur. 19 stycznia 1989 w Lafayette) – amerykański zawodnik mieszanych sztuk walki (MMA). Tymczasowy mistrz UFC w wadze lekkiej z 2019 roku.

## Wczesne życie i edukacja
Poirier urodził się 19 stycznia 1989 roku w Lafayette, w Luizjanie. Ma pochodzenie francuskie, a konkretnie z Cajun. Przez krótki czas uczęszczał do szkoły średniej Northside, z której zrezygnował w dziewiątej klasie z powodu ciągłego pakowania się w kłopoty i bójki uliczne.

## Kariera MMA

### Wczesna kariera
W latach 2007–2009 amatorsko startował w MMA, wygrywając m.in. zawody ISCF Amateur MMA World Classic. W 2009 przeszedł na zawodowstwo debiutując 19 maja w wygranym pojedynku z Aaronem Suarezem przez nokaut. Po wygraniu kolejnych sześciu pojedynków w 2010 związał się z World Extreme Cagefighting, gdzie w pierwszej walce 18 sierpnia przegrał z Dannym Castillo jednogłośnie na punkty. W WEC stoczył jeszcze jeden, wygrany pojedynek (11 listopada 2010 z Zachem Micklewrightem). Później organizacja została zamknięta, a zawodnicy z ważnymi kontraktami zostali przeniesieni do Ultimate Fighting Championship.

### UFC
1 stycznia 2011 zadebiutował w amerykańskim gigancie, mierząc się w wadze piórkowej z Joshem Grispim, którego pokonał jednogłośnie na punkty. W kolejnych trzech walkach również wygrywał m.in. z Maxem Hollowayem (4 lutego 2012), którego poddał w pierwszej rundzie. 
15 maja 2012 zmierzył się w walce wieczoru na gali UFC on Fuel TV z Koreańczykiem Jung Chan-sungiem z którym ostatecznie przegrał przez poddanie w czwartej rundzie, notując tym samym pierwszą porażkę w UFC.
W latach 2012–2014 pokonywał m.in. Diego Brandão oraz przegrywał m.in. z Cubem Swansonem czy Conorem McGregorem. Po przegranej z Irlandczykiem przeszedł do wagi lekkiej. W tejże wadze do końca 2016 wygrywał cztery pojedynki z rzędu, aż do pojedynku z Michaelem Johnsonem (17 września 2016) z którym przegrał przez nokaut już w pierwszej rundzie.
W 2017 stoczył trzy pojedynki, najpierw wygrany z Jimim Millerem (11 lutego), większościową decyzją, następnie z Eddiem Alvarezem (13 maja) gdzie po nielegalnym uderzeniu kolanem w głowę w parterze przez Alvareza pojedynek został przerwany w drugiej rundzie i ogłoszono No contest oraz z Anthonym Pettisem (11 listopada) którego pokonał przed czasem wskutek kontuzji żeber.
Po walce z Pettisem podpisał nowy kontrakt z UFC, pomimo że w poprzednim pozostały mu jeszcze trzy walki. 14 kwietnia 2018 na UFC on Fox: Gaethje vs. Poirier zmierzył się z Justinem Gaethje. Po niesamowitej walce zwyciężył przez nokaut w czwartej rundzie. Pojedynek nagrodzono bonusem w kategorii najlepsza walka wieczoru. 
28 lipca 2018 w walce wieńczącej galę UFC on Fox 30 doszło do jego rewanżu z Eddiem Alvarezem. Wygrał walkę przez TKO w drugiej rundzie. To zwycięstwo przyniosło mu bonus za występ wieczoru.
3 sierpnia 2018 roku ogłoszono, że Poirier zgodził się na walkę z Natem Diazem, która miała się odbyć 3 listopada 2018 roku w Madison Square Garden. Oczekiwano, że walka będzie częścią wydarzenia UFC 230. 10 października 2018 roku ogłoszono, że Poirier wycofał się z powodu kontuzji biodra, w wyniku czego walka została odwołana.
Po wygranych walkach otrzymał szanse walki o tymczasowe mistrzostwo UFC wagi lekkiej z Maxem Hollowayem. 13 kwietnia 2019 na UFC 236 pokonał ostatecznie w rewanżu ponownie Hawajczyka, tym razem jednogłośnie na punkty, zdobywając tym samym tymczasowy pas.
7 września 2019 roku zmierzył się z Chabibem Nurmagomiedowem w unifikacyjnej walce o mistrzostwo wagi lekkiej na gali UFC 242 w Abu Zabi. Przegrał przez poddanie w trzeciej rundzie.
27 czerwca 2020 roku w walce wieczoru gali UFC on ESPN: Poirier vs. Hooker zmierzył się z Danem Hookerem. Wygrał emocjonującą walkę przez jednogłośną decyzję. Walka ta przyniosła mu siódmą nagrodę w postaci bonusu za walkę wieczoru. Walka została powszechnie uznana za jedną z największych walk roku i była pretendentem do wielu nagród.
W pierwszej walce ze swojego nowego kontraktu, na UFC 257 zmierzył się ponownie z Conorem McGregorem 4 stycznia 2021 roku. Wygrał walkę przez techniczny nokaut w drugiej rundzie, stając się pierwszą osobą, która pokonała McGregora przez nokaut. Zwycięstwo to przyniosło mu nagrodę za występ wieczoru.
10 lipca 2021 na UFC 264 doszło do trylogii pomiędzy McGregorem a Porierem. Amerykanin ponownie wygrał walkę, tym razem w pierwszej rundzie przez techniczny nokaut, po tym jak lekarz ringowy przerwał walkę z powodu złamania kości piszczelowej przez McGregora, co uniemożliwiło mu kontynuowanie walki.
11 grudnia 2021 roku na ostatniej numerowanej gali w 2021 roku – UFC 269 przystąpił do walki z Charlesem Oliveirą o mistrzowski pas kategorii lekkiej. Przegrał walkę poddaniem przez duszenie zza pleców w trzeciej rundzie.
Na listopadowej gali UFC 281 podjął byłego mistrza Bellator MMA, Michaela Chandlera. Pojedynek doszedł do trzeciej rundy, w której Porier odwrócił losy starcia i poddał Chandlera duszeniem zza pleców. Dzięki wielu zwrotom akcji pojedynek nagrodzono bonusem za walkę wieczoru. 
29 lipca 2023 w walce wieczoru gali UFC 291 doszło do jego rewanżu z Justinem Gaethje, którego stawką był symboliczny pas mistrzowski "baddest motherfucker" ('BMF'). W pierwszej minucie drugiej rundy został ciężko znokautowany wysokim kopnięciem na głowę. 
9 marca 2024 w tzw. Co-Main Evencie (drugiej walce wieczoru) gali UFC 299 zmierzył się z Francuzem, Benoîtem Saint Denisem. Starcie zawodników zaplanowano na pięć rund. Zwyciężył przez nokaut w połowie drugiej rundy. Pojedynek został nagrodzony dodatkowym bonusem w kategorii walka wieczoru. 
1 czerwca 2024 w Newark podczas gali UFC 302 ponownie zawalczył o pas mistrzowski wagi lekkiej, mierząc się z Isłamem Machaczewem. W połowie piątej rundy, gdy obaj zawodnicy znaleźli się na macie został poddany duszeniem zwanym D'arce. Pojedynek nagrodzono bonusem za najlepszą walkę wieczoru.  
Po ponad rocznej przerwie od ostatniego występu, Poirier powrócił do oktagonu 19 lipca 2025 podczas gali UFC 318 w Nowym Orleanie. Był to jego ostatni pojedynek w karierze, w którym po raz trzeci zmierzył się z Maxem Hollowayem. Stawką walki był pas mistrzowski BMF (Baddest Motherfucker). Poirier przegrał przez jednogłośną decyzję sędziów, po czym zakończył karierę.  

## Trening i styl walki
Na początku trenował w klubie Gladiators Academy pod okiem emerytowanego zawodnika MMA Tima Credeura. Po przegranej z Jung Chan-sungiem, przeniósł się do klubu American Top Team. Jego trenerem jest Phil Daru.
Posiada czarny pas w brazylijskim jiu-jitsu, ale od początku swojej kariery w UFC głównie kończył swoich przeciwników poprzez biegłość w sztukach uderzanych. Jego umiejętności bokserskie są chwalone, a on sam pokazał je w znaczących zwycięstwach nad elitarnymi uderzaczami, takimi jak: Justin Gaethje, Eddie Alvarez i Dan Hooker, a także w dwóch zwycięstwach nad Conorem McGregorem i Maxem Hollowayem.

## Działalność charytatywna

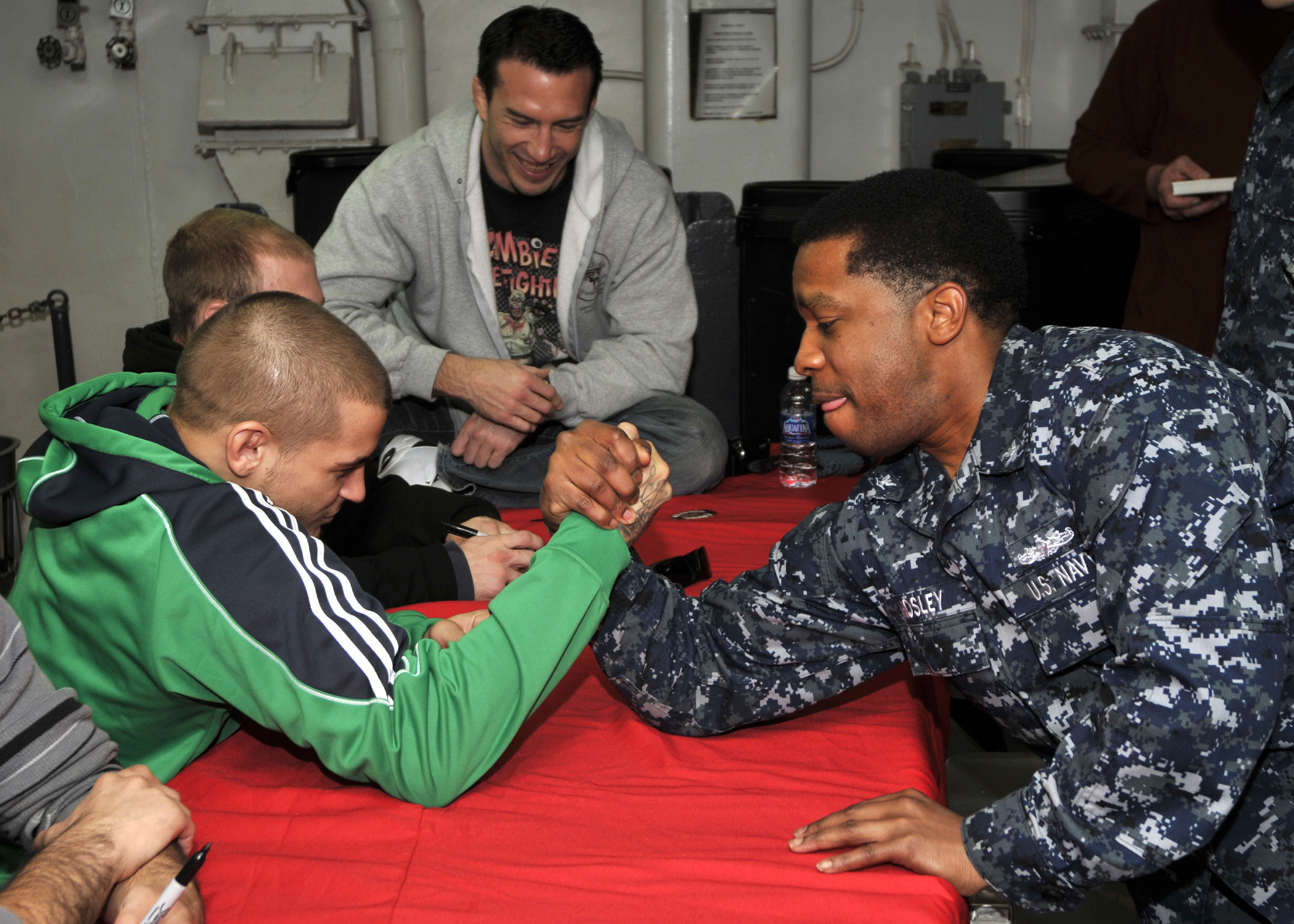
Podoficer 3. klasy Christopher Mosley siłujący się na rękę z Poirierem

Po gali UFC 211 wystawił swój zestaw z walki na aukcji eBay, aby zebrać pieniądze dla charytatywnej organizacji Second Harvest Food Bank. Najwyżej licytujący zapłacił $5,100 za koszulkę, rękawice, czapkę, chustę na rękę i spodenki. W kwietniu 2018 roku wraz z żoną założyli fundację Good Fight Foundation. Na UFC Fight Night 120 i UFC on Fox 29 przystąpił do licytacji swoich zestawów. Zebrane pieniądze zostały przeznaczone odpowiednio dla rodziny zmarłego policjanta z Lafayette oraz Acadiana Outreach Center. Później wystawił również na aukcję swój zestaw do walki na UFC on FOX, a zebrane pieniądze przeznaczył na zakup 500 plecaków dla dzieci z rodzinnego miasta.
Po jego walce z Chabibem Nurmagomiedowem na UFC 242, obaj zamienili się koszulkami po walce. W wywiadzie po walce Nurmagomiedow powiedział, że sprzeda koszulkę, którą dostał od Poiriera, a dochód z niej przekaże na jego fundację. Podobnie Poirier ogłosił, że wystawi na aukcję swój sprzęt do walki z UFC 242, aby zebrać fundusze dla fundacji. Po wydarzeniu Poirier wystawił na aukcję swój zestaw z koszulką Nurmagomiedowa z walk za 60 200 dolarów. Jednocześnie Nurmagomiedow sprzedał koszulkę Poiriera za 100 tysięcy dolarów, które zostały wyrównane przez Danę White’a, co w sumie dało 200 tysięcy dolarów darowizny. Według Poiriera, jego fundacja współpracuje z organizacją Justina Wrena „Fight for the Forgotten”, aby pomóc w zapewnieniu czystej wody pitnej dla ludu Echuya Batwa w Ugandzie.
21 lutego 2020 roku w pojedynku grapplingowym na imprezie SubStars, miał zmierzyć się z Garrym Tononem. Poirier miał przekazać bilety i sprzedaż PPV oraz część swojej sakiewki na rzecz swojej fundacji. Tonon jednak doznał kontuzji na tydzień przed pojedynkiem i walka została odwołana.
Podczas pandemii COVID-19 fundacja przekazała 1000 posiłków pracownikom trzech dużych szpitali w jego rodzinnej okolicy.
26 czerwca 2020 roku, został nagrodzony przez UFC Forrest Griffin Community Award za swoją działalność charytatywną.
Po UFC 257 McGregor miał przekazać 500 tys. dolarów na rzecz Good Fight Foundation, do czego zobowiązał się przed ich planowaną walką. Na dzień 12 kwietnia 2021 roku, Poirier twierdzi, że darowizna nie została przekazana. Spór ten wzbudza wiele kontrowersji w mediach sportowych.

## Przedsięwzięcia biznesowe

### Poirier’s Louisiana Style Hot Sauce
8 grudnia 2020 roku, ogłosił na Twitterze wydanie swojej nowej marki gorącego sosu cajun „Poirier’s Louisiana Style” we współpracy z kanadyjską firmą Heartbeat Hot Sauce Co. Można go kupić na oficjalnej stronie Poiriera w cenie 12 dolarów. W lipcu 2021 roku ukazała się również specjalna edycja „Heatonist K.O”.

## Życie prywatne
Spędza większość czasu w Lafayette z żoną Jolie i ich córką, ale trenuje w klubie American Top Team na Południowej Florydzie, gdzie przenosi się przed walkami. 20 sierpnia 2016 roku urodziło się jego pierwsze dziecko, Parker Noelle Poirier.
Pierwszy tatuaż wykonał wieku 14 lat. Obecnie jego klatka piersiowa i ramiona pokryte są tatuażami, w tym jeden na klatce piersiowej z napisem 武士道 (bushidō), co po japońsku oznacza „drogę wojowników”.

## Osiągnięcia

### Mieszane sztuki walki

#### Amatorskie
- 2008: ISCF Amateur MMA World Classic – 1. miejsce w wadze lekkiej

#### Zawodowe
- 2010: mistrz USA-MMA w wadze lekkiej
- 2019: tymczasowy mistrz UFC w wadze lekkiej[34]

## Lista zawodowych walk w MMA
| Wynik     | Bilans    | Przeciwnik (bilans przed walką) | Rozstrzygnięcie                                           | Runda | Czas | Rozgrywki                                 | Data       | Miejsce        | Uwagi                                                                                         |
| --------- | --------- | ------------------------------- | --------------------------------------------------------- | ----- | ---- | ----------------------------------------- | ---------- | -------------- | --------------------------------------------------------------------------------------------- |
| Przegrana | 30-10 (1) | Max Holloway (26-8)             | Decyzja (jednogłośna)                                     | 5     | 5:00 | UFC 318                                   | 19.07.2025 | Nowy Orlean    | Pojedynek o pas mistrzowski BMF (Baddest Motherfucker). Ostatnia walka w karierze. Main Event |
| Przegrana | 30-9 (1)  | Isłam Machaczew (25-1)          | Poddanie (duszenie D'arce)                                | 5     | 2:42 | UFC 302                                   | 01.06.2024 | Newark         | Pojedynek o pas mistrzowski UFC w wadze lekkiej. Bonus za walkę wieczoru. Main Event          |
| Wygrana   | 30-8 (1)  | Benoît Saint Denis (13-1. 1NC)  | KO (prawy hak)                                            | 2     | 2:32 | UFC 299                                   | 09.03.2024 | Miami          | Co-Main Event                                                                                 |
| Przegrana | 29-8 (1)  | Justin Gaethje (24-4)           | KO (wysokie kopnięcie w głowę)                            | 2     | 1:00 | UFC 291                                   | 29.07.2023 | Salt Lake City | Pojedynek o pas mistrzowski BMF (Baddest Motherfucker). Main Event                            |
| Wygrana   | 29-7 (1)  | Michael Chandler (23-7)         | Poddanie (duszenie zza pleców)                            | 3     | 2:00 | UFC 281                                   | 12.11.2022 | Nowy Jork      | Bonus za walkę wieczoru.                                                                      |
| Przegrana | 28-7 (1)  | Charles Oliveira (31-8. 1NC)    | Poddanie (duszenie zza pleców)                            | 3     | 1:02 | UFC 269                                   | 11.12.2021 | Las Vegas      | Pojedynek o pas mistrzowski UFC w wadze lekkiej. Main Event                                   |
| Wygrana   | 28-6 (1)  | Conor McGregor (22-5)           | TKO (kontuzja nogi)                                       | 1     | 5:00 | UFC 264                                   | 10.07.2021 | Las Vegas      | Main Event                                                                                    |
| Wygrana   | 27-6 (1)  | Conor McGregor (22-4)           | TKO (ciosy pięściami)                                     | 2     | 2:31 | UFC 257                                   | 24.01.2021 | Abu Zabi       | Bonus za występ wieczoru. Main Event                                                          |
| Wygrana   | 26-6 (1)  | Dan Hooker (20-8)               | Decyzja (jednogłośna)                                     | 5     | 5:00 | UFC on ESPN+ 12: Poirier vs. Hooker       | 27.06.2020 | Las Vegas      | Bonus za występ wieczoru. Main Event                                                          |
| Przegrana | 25-6 (1)  | Chabib Nurmagomiedow (27-0)     | Poddanie (duszenie zza pleców)                            | 3     | 2:06 | UFC 242                                   | 07.09.2019 | Abu Zabi       | Unifikacja pasów mistrzowskich UFC w wadze lekkiej. Main Event                                |
| Wygrana   | 25-5 (1)  | Max Holloway (20-3)             | Decyzja (jednogłośna)                                     | 5     | 5:00 | UFC 236                                   | 13.04.2019 | Atlanta        | Zdobył tymczasowy pas mistrzowski UFC w wadze lekkiej. Bonus za walkę wieczoru. Main Event    |
| Wygrana   | 24-5 (4)  | Eddie Alvarez (29-5)            | TKO (ciosy pięściami)                                     | 2     | 4:05 | UFC on Fox: Alvarez vs. Poirier 2         | 28.07.2018 | Calgary        | Bonus za występ wieczoru. Main Event                                                          |
| Wygrana   | 23-5 (1)  | Justin Gaethje (18-1)           | TKO (ciosy pięściami)                                     | 4     | 0:33 | UFC on Fox: Gaethje vs. Poirier           | 14.04.2018 | Glendale       | Bonus za walkę wieczoru. Main Event                                                           |
| Wygrana   | 22-5 (1)  | Anthony Pettis (20-6)           | Poddanie (kontuzja żebra)                                 | 3     | 2:08 | UFC Fight Night: Poirier vs. Pettis       | 11.11.2017 | Norfolk        | Bonus za walkę wieczoru. Main Event                                                           |
| Nieodbyta | 21-5 (1)  | Eddie Alvarez (28-5)            | No contest (nielegalne kolano)                            | 2     | 4:12 | UFC 211                                   | 13.05.2017 | Dallas         |                                                                                               |
| Wygrana   | 21-5      | Jim Miller (28-8)               | Decyzja (większościowa)                                   | 3     | 5:00 | UFC 208                                   | 11.02.2017 | Nowy Jork      | Bonus za walkę wieczoru.                                                                      |
| Przegrana | 20-5      | Michael Johnson (16-10)         | KO (lewy sierpowy)                                        | 1     | 1:35 | UFC Fight Night: Johnson vs. Poirier      | 17.09.2016 | Hidalgo        | Main Event                                                                                    |
| Wygrana   | 20-4      | Bobby Green (23-6)              | KO (lewy sierpowy)                                        | 1     | 2:53 | UFC 199                                   | 04.06.2016 | Inglewood      |                                                                                               |
| Wygrana   | 19-4      | Joseph Duffy (14-1)             | Decyzja (jednogłośna)                                     | 3     | 5:00 | UFC 195                                   | 02.01.2016 | Las Vegas      |                                                                                               |
| Wygrana   | 18-4      | Yancy Medeiros (11-2)           | TKO (ciosy pięściami)                                     | 1     | 2:38 | UFC Fight Night: Boetsch vs. Henderson    | 06.06.2015 | Nowy Orlean    | Bonus za występ wieczoru.                                                                     |
| Wygrana   | 17-4      | Carlos Diego Ferreira (11-1)    | KO (prawy podbródkowy)                                    | 1     | 3:45 | UFC Fight Night: Mendes vs. Lamas         | 04.04.2015 | Fairfax        | Powrót do wagi lekkiej. Bonus za występ wieczoru.                                             |
| Przegrana | 16-4      | Conor McGregor (15-2)           | TKO (ciosy pięściami)                                     | 1     | 1:46 | UFC 178                                   | 27.09.2014 | Las Vegas      |                                                                                               |
| Wygrana   | 16-3      | Akira Corassani (12-3)          | TKO (ciosy pięściami)                                     | 2     | 0:42 | UFC – Ultimate Figter Nations: Finał      | 16.04.2014 | Quebec         | Bonus za walkę wieczoru.                                                                      |
| Wygrana   | 15-3      | Diego Brandao (18-8)            | TKO (ciosy pięściami)                                     | 1     | 4:54 | UFC 168                                   | 28.12.2013 | Las Vegas      |                                                                                               |
| Wygrana   | 14-3      | Erik Koch (13-2)                | Decyzja (jednogłośna)                                     | 3     | 5:00 | UFC 164                                   | 31.08.2013 | Milwaukee      |                                                                                               |
| Przegrana | 13-3      | Cub Swanson (18-5)              | Decyzja (jednogłośna)                                     | 3     | 5:00 | UFC on Fuel TV: Barão vs. McDonald        | 16.02.2013 | Londyn         | Co-Main Event                                                                                 |
| Wygrana   | 13-2      | Jonathan Brookins (13-5)        | Poddanie (duszenie brabo)                                 | 1     | 4:15 | UFC – The Ultimate 16: Finał              | 15.12.2012 | Las Vegas      |                                                                                               |
| Przegrana | 12-2      | Jung Chan-sung (12-3)           | Poddanie (duszenie D’Arce)                                | 4     | 1:07 | UFC on Fuel TV: Korean Zombie vs. Poirier | 15.05.2012 | Fairfax        | Bonus za walkę wieczoru. Main Event                                                           |
| Wygrana   | 12-1      | Max Holloway (4-0)              | Poddanie (duszenie trójkątne i dźwignia na staw łokciowy) | 1     | 3:23 | UFC 143                                   | 04.02.2012 | Las Vegas      | Bonus za poddanie wieczoru.                                                                   |
| Wygrana   | 11-1      | Pablo Garza (11-1)              | Poddanie (duszenie brabo)                                 | 2     | 1:32 | UFC on Fox: Velasquez vs. Dos Santos      | 12.11.2011 | Anaheim        |                                                                                               |
| Wygrana   | 10-1      | Jason Young (8-3)               | Decyzja (jednogłośna)                                     | 3     | 5:00 | UFC 131                                   | 11.06.2011 | Vancouver      |                                                                                               |
| Wygrana   | 9-1       | Josh Grispi (14-1)              | Decyzja (jednogłośna)                                     | 3     | 5:00 | UFC 125                                   | 01.01.2011 | Las Vegas      | Debiut w UFC.                                                                                 |
| Wygrana   | 8-1       | Zachary Micklewright (10-2)     | TKO (ciosy pięściami)                                     | 1     | 0:53 | WEC 52: Faber vs. Mizugaki                | 11.11.2010 | Las Vegas      |                                                                                               |
| Przegrana | 7-1       | Danny Castillo (8-3)            | Decyzja (jednogłośna)                                     | 3     | 5:00 | WEC 50: Cruz vs. Benavidez 2              | 18.08.2010 | Las Vegas      |                                                                                               |
| Wygrana   | 7-0       | Derek Gauthier (6-1)            | KO (cios)                                                 | 1     | 0:57 | Ringside MMA 7: No Escape                 | 18.06.2010 | Montreal       | Co-Main Event                                                                                 |
| Wygrana   | 6-0       | Derrick Krantz (9-2)            | Poddanie (dźwignia na staw łokciowy)                      | 2     | 3:35 | USA MMA: Night of Champion 2              | 06.03.2010 | Lafayette      | Zdobył pas mistrzowski USA MMA w wadze lekkiej. Main Event                                    |
| Wygrana   | 5-0       | Ronnie Lis (1-0)                | Poddanie (dźwignia na staw łokciowy)                      | 1     | 0:51 | USA MMA: Border War 2                     | 13.11.2009 | Lake Charles   |                                                                                               |
| Wygrana   | 4-0       | Daniel Watts (1-3)              | KO (cios)                                                 | 1     | 1:26 | Bang Fighting Championship                | 31.10.2009 | Greenville     | Main Event                                                                                    |
| Wygrana   | 3-0       | Joe Torrez (0-0)                | TKO (ciosy pięściami)                                     | 1     | 2:37 | USA MMA 8: Natural Disaster 3             | 01.08.2009 | New Iberia     | Main Event                                                                                    |
| Wygrana   | 2-0       | Nate Jolly (3-0)                | Poddanie (dźwignia na staw łokciowy)                      | 2     | 3:54 | Cajun Fighting Championships              | 26.06.2009 | Lafayette      |                                                                                               |
| Wygrana   | 1-0       | Aaron Suarez (1-1)              | TKO (ciosy pięściami)                                     | 1     | 1:19 | USA MMA 7: River City Rampage             | 16.05.2009 | Shreveport     |                                                                                               |

## Filmografia

### Filmy
- 2011: Fightville – jako on sam (główny bohater)

### Gry wideo
- 2016: EA Sports UFC 2 – jako on sam (bohater gracza)
- 2018: EA Sports UFC 3 – jako on sam (bohater gracza)
- 2020: EA Sports UFC 4 – jako on sam (bohater gracza)